# علت‌های مرگ در ایران
نتایج نشان می‌دهند که مرگ به علت بیماریهای دستگاه گردش خون و سوانح و حوادث در تمام سالهای ۱۳۵۸ تا ۱۳۸۰ در ایران به ترتیب در رتبه‌های اول و دوم قرار داشته‌است. علل فوق و سرطانها، بیماریهای دستگاه تنفس، ناهنجاری‌های مادرزادی و کروموزومی، بیماری‌های دستگاه گوارش، بیماری‌های عفونی و انگلی، بیماریهای نوزادان و بیماریهای کلیوی و دستگاه ادراری در مجموع ۸۰ درصد علتهای مرگ را تشکیل می‌دهند.
ده تا از مهتم ترین علت مرگ ایران در سال ۱۴۰۰ به ترتیب سکته قلبی ، سکته مغزی ، سرطان ، کووید۱۹ ، سوانح رانندگی ، مرگ و میر نوزادان و مادران زایمان کننده ، دیابت ، فشار خون بالا ، خودکشی و مواد مخدر و ایدز بوده است...

## مرگ و میر غیرطبیعی
بر اساس گفتهٔ رئیس سازمان پزشکی قانونی کشور، علت‌های اصلی مرگ و میر غیرطبیعی در ایران را به ترتیب، تصادفات خونین جاده‌ای و مصرف گسترده مواد مخدر تشکیل می‌دهد.
با محاسبه و مقایسهٔ نرخ علت‌های مرگ در ایران با کل جهان، درمیابیم که احتمال مرگ بر اثر تصادفات جاده‌ای ۱٫۷ برابر
و بر اثر مصرف مواد مخدر دو برابر بیشتر از متوسط جهانی است.
در این ویدئو علت های مرگ و میر در ایران را از سال 1367 تا 1389 مشاهده میکنید.

## شاخص مرگ و میر
شاخص مرگ و میر خام در کشور ایران بر اساس آمارها از ۱۳ نفر به ازای هر ۱۰۱۰ تولد زنده در سال‌های ۱۹۷۰–۱۹۷۵ به رقم ۵ نفر در سال‌های ۲۰۰۵–۲۰۱۰ کاهش یافته‌است. شاخص امید به زندگی با ۲۸/۶ درصد افزایش از رقم ۵۵/۲ سال در سال‌های ۱۹۷۰–۱۹۷۵ به رقم ۷۱ سال در سال‌های ۲۰۰۵–۲۰۱۰ افزایش یافت. نرخ متوسط مرگ در جهان ۸٫۱۲ نفر در ۱۰۰۰ تولّد است.